# Dominique Sanda
Dominique Sanda, seudónimo de Dominique Marie-Françoise Renée Varaigne (París, 11 de marzo de 1951), es una actriz francesa que posó para la revista Vogue y que destacó en algunas películas emblemáticas del cine europeo de los años 1970. Fue uno de los rostros de esa década, y solicitado por célebres realizadores. Posteriormente, se destacó como actriz teatral en francés, italiano y español.

## Biografía
Dominique Varaigne es hija de Gérard Varaigne y de Lucienne Pichon. Tuvo un hijo, nacido en 1972, con el actor y director Christian Marquand (1927-2000). Sanda se casó en París en el año 2000 con el profesor universitario de origen rumano Nicolae Cutzarida, padre de Ivo Cutzarida.
Cursó sus estudios en la Escuela de las Hermanas de Saint-Vincent-de Paul, en París. Estudió después en la Escuela de Arte Decorativo en la capital francesa y en 1966 ganó el concurso de belleza del Casino Mauresque; luego trabajó como modelo para las revistas Vogue, Elle y Glamour.
Tras llamarla Robert Bresson, inició una meteórica carrera cinematográfica filmando más de 50 películas hasta la fecha. Desde 1993 ha trabajado en teatro en Francia, Italia y Argentina; en el Teatro Colón fue Juana de Arco en la hoguera de Arthur Honegger en 2002. Fue dirigida por Robert Wilson en Donna di mare de Henrik Ibsen en 1999, Un marido ideal de Oscar Wilde en 1995, Hamlet, Madame Klein y otras obras.
Pasa gran parte de su tiempo en el balneario José Ignacio, cerca de Punta del Este (Uruguay).

## Filmografía principal
- El hombre de Mackintosh, de John Huston.
- Une femme douce, de Robert Bresson.
- El lobo estepario, de Fred Haines.[2]
- Erste Liebe, de Maximilian Schell.
- El conformista, de Bernardo Bertolucci.
- Gruppo di famiglia in un interno,  de Luchino Visconti.
- La herencia Ferramonti, de Mauro Bolognini, premio interpretación femenina Festival de Cannes 1976.

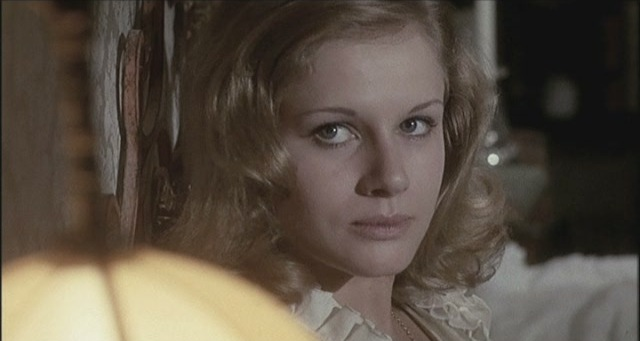
Fotograma de la película de 1970 El jardín de los Finzi-Contini.

- El jardín de los Finzi-Contini, de Vittorio de Sica.
- Novecento, de Bernardo Bertolucci.
- Le navire night, de Marguerite Duras.
- L’indiscrétion, de Pierre Lary.
- Más allá del bien y del mal, de Liliana Cavani.
- Le voyage en douce, de Michel Deville.
- Il decimo clandestino, de Lina Wertmüller.
- Guerreros y cautivas, de Edgardo Cozarinsky.
- El viaje, de Fernando Ezequiel Solanas.
- Yo, la peor de todas, de María Luisa Bemberg.
- Garage Olimpo, de Marco Bechis.

En televisión integró con un rol protagónico, la miniserie "El tren de Lenin", dirigida por Damiano Damiani.

## Premios y reconocimientos
Festival Internacional de Cine de Cannes
| Año  | Categoría    | Película               | Resultado |
| ---- | ------------ | ---------------------- | --------- |
| 1976 | Mejor actriz | La herencia Ferramonti | Ganadora  |

- Festival Tribute Festival Internacional de Cine de Mujeres de Créteil, Francia (1988)
- Caballero de la Orden Nacional del Mérito (1990)
- Oficial de las Artes y las Letras (1996)
- Caballero de la Legión de Honor francesa (2003)